# Mononchus truncatus
Mononchus truncatus är en rundmaskart som beskrevs av Bastian 1865. Mononchus truncatus ingår i släktet Mononchus och familjen Mononchidae. Inga underarter finns listade i Catalogue of Life.